# Consorcio de Emergencias de Gran Canaria
El Consorcio de Emergencias de Gran Canaria es una Entidad Pública Insular compuesta por el Cabildo de Gran Canaria, el Gobierno de Canarias y 19 Ayuntamientos de la isla de Gran Canaria. Los municipios participantes en la Entidad son Agaete, Agüimes, Artenara, Arucas, Firgas, Gáldar, Ingenio, La Aldea de San Nicolás, Mogán, Moya, Santa Brígida, Santa Lucía de Tirajana, Santa María de Guía, San Mateo, Tejeda, Telde, Teror, Valleseco y Valsequillo.
La misión del Consorcio de Emergencias de Gran Canaria es la prestación del servicio público contra incendios, salvamento y atención de emergencias en el territorio de los términos municipales anteriormente citados o en el resto de la Isla en colaboración con los servicios de prevención y extinción de incendios y atención de emergencias de los municipios de Las Palmas de Gran Canaria y San Bartolomé de Tirajana.

## Historia
Aunque los primeros pasos para la creación de este importante instrumento que garantiza la seguridad de todos los ciudadanos y ciudadanas de la Isla se dieron en 1986 (con la redacción de un estudio que aconsejaba su puesta en marcha), la creación de Emergencias Gran Canaria se materializó en 2002 con la firma de sus estatutos fundacionales, aunque hasta julio de 2003 no estuvo plenamente operativo. Hasta entonces, eran los bomberos de la capital grancanaria los que, en la mayoría de los casos, se encargaban de acudir a cualquier punto de la geografía insular para atender las necesidades de toda la población de la Isla. Entre julio y diciembre de 2003, Emergencias Gran Canaria atendió un total de 361 intervenciones, cifras que se han incrementado de manera notable a lo largo de este tiempo.
Emergencias Gran Canaria presta servicio en 19 de los 21 municipios de la Isla, todos a excepción de Las Palmas de Gran Canaria y San Bartolomé de Tirajana que cuentan con sus propios servicios de extinción de incendios y que no se han incorporado a la Entidad Pública Insular.
Para dar servicio a esta importante porción de territorio insular, cuenta con una red de bases situadas en puntos estratégicos de la geografía grancanaria, lo que garantiza una adecuada asistencia de seguridad para atender de manera rápida y eficaz cualquier incidente de emergencia en la Isla.

## Marco legislativo
El artículo 149 del Estatuto de Autonomía de Canarias establece que corresponde a la Comunidad Autónoma de Canarias la competencia en materia de protección civil, de acuerdo con la legislación estatal, que incluye, en todo caso, la regulación, planificación y ejecución de medidas relativas a las emergencias y la seguridad civil, así como la dirección y coordinación de los servicios de protección civil, que comprende los servicios de prevención y extinción de incendios, respetando las competencias del Estado en materia de seguridad pública. Asimismo, corresponde a la Comunidad Autónoma de Canarias la competencia ejecutiva en materia de salvamento marítimo de acuerdo con la legislación estatal. A tal fin, se establecerán sistemas de colaboración y cooperación con los servicios de salvamento dependientes del Estado.
El artículo 25.2. f) establece que el Municipio ejercerá en todo caso como competencias propias, en los términos de la legislación del Estado y de las Comunidades Autónomas, en, entre otras, materia de protección civil, prevención y extinción de incendios, añadiendo el artículo 26 de la Ley 7/1985, de 2 de abril, Reguladora de las Bases de Régimen Local la obligación de los Municipios con población superior a 20.000 habitantes, de prestar, en todo caso, servicios protección civil, prevención y extinción de incendios.
Asimismo, el artículo 8.1.c) de la Ley 8/2015, de 1 de abril, de Cabildo Insulares, prevé que éstos, como órganos de gobierno, administración y representación de las islas, tienen como competencias propias, entre otras, la prestación de servicios públicos de carácter supramunicipal y, en su caso, el fomento o coordinación de la prestación unificada de servicios de los municipios de su respectivo ámbito territorial, debiendo asumir, en particular, la prestación de los servicios de prevención y extinción de incendios en los municipios de menos de 20.000 habitantes, cuando éstos no procedan a su prestación.

## Despliegue geográfico

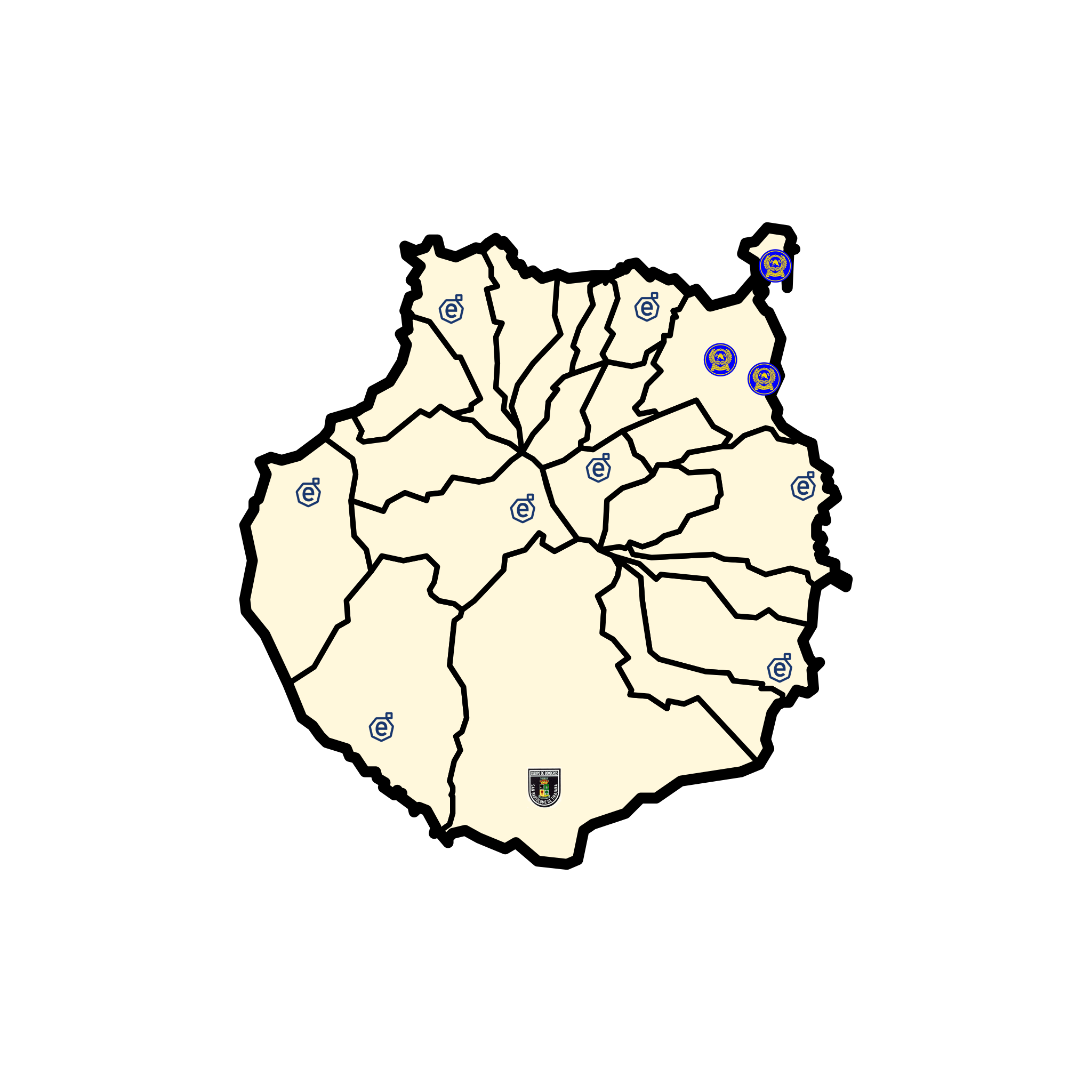
Isla de Gran Canaria con los diferentes Parques según servicio (Consorcio de Emergencias de Gran Canaria, Servicio de Extinción de Incendios y Salvamento de Las Palmas de Gran Canaria y Bomberos de San Bartolomé de Tirajana)

### Parque 3 - Tejeda. Situado en la carretera de Tejeda a Mogán (N27º59'18" W15º36'38")
Este parque se encuentra cerrado desde el año 2011 por falta de personal.

## Parque Móvil

### Vehículos de mando
| Volkswagen Tiguan | Volkswagen Tiguan                       |
| ----------------- | --------------------------------------- |
|                   | Vehículo equipado con focos de trabajo. |

| Toyota Landcruiser | Toyota Landcruiser |
| ------------------ | ------------------ |
|                    |                    |

| Nissan Patrol | Nissan Patrol |
| ------------- | ------------- |
|               |               |

| Kia Sorento | Kia Sorento |
| ----------- | ----------- |
|             |             |

| Volkswagen Crafter | Volkswagen Crafter |
| ------------------ | ------------------ |
|                    |                    |

### Vehículos auxiliares
| Ford Ranger | Ford Ranger |
| ----------- | ----------- |
|             |             |

| Nissan Navara | Nissan Navara |
| ------------- | ------------- |
|               |               |

| Volkswagen Crafter | Volkswagen Crafter |
| ------------------ | ------------------ |
|                    |                    |

| Peugeot Boxer | Peugeot Boxer |
| ------------- | ------------- |
|               |               |

### Vehículos de extinción

#### Autobombas
| Mercedes Benz Atego 1920 | Mercedes Benz Atego 1920 |
| ------------------------ | ------------------------ |
|                          |                          |

| Mercedes Benz Atego 923 | Mercedes Benz Atego 923 |
| ----------------------- | ----------------------- |
|                         |                         |

| Scania P450 | Scania P450 |
| ----------- | ----------- |
|             |             |

#### Nodrizas
| Mercedes Benz 2031 Actros | Mercedes Benz 2031 Actros |
| ------------------------- | ------------------------- |
|                           |                           |

| MAN SE 18.360 TGS | MAN SE 18.360 TGS |
| ----------------- | ----------------- |
|                   |                   |

### Autoescalas
| MAN SE | MAN SE |
| ------ | ------ |
|        |        |

| Scania | Scania |
| ------ | ------ |
|        |        |

### Vehículos de rescate

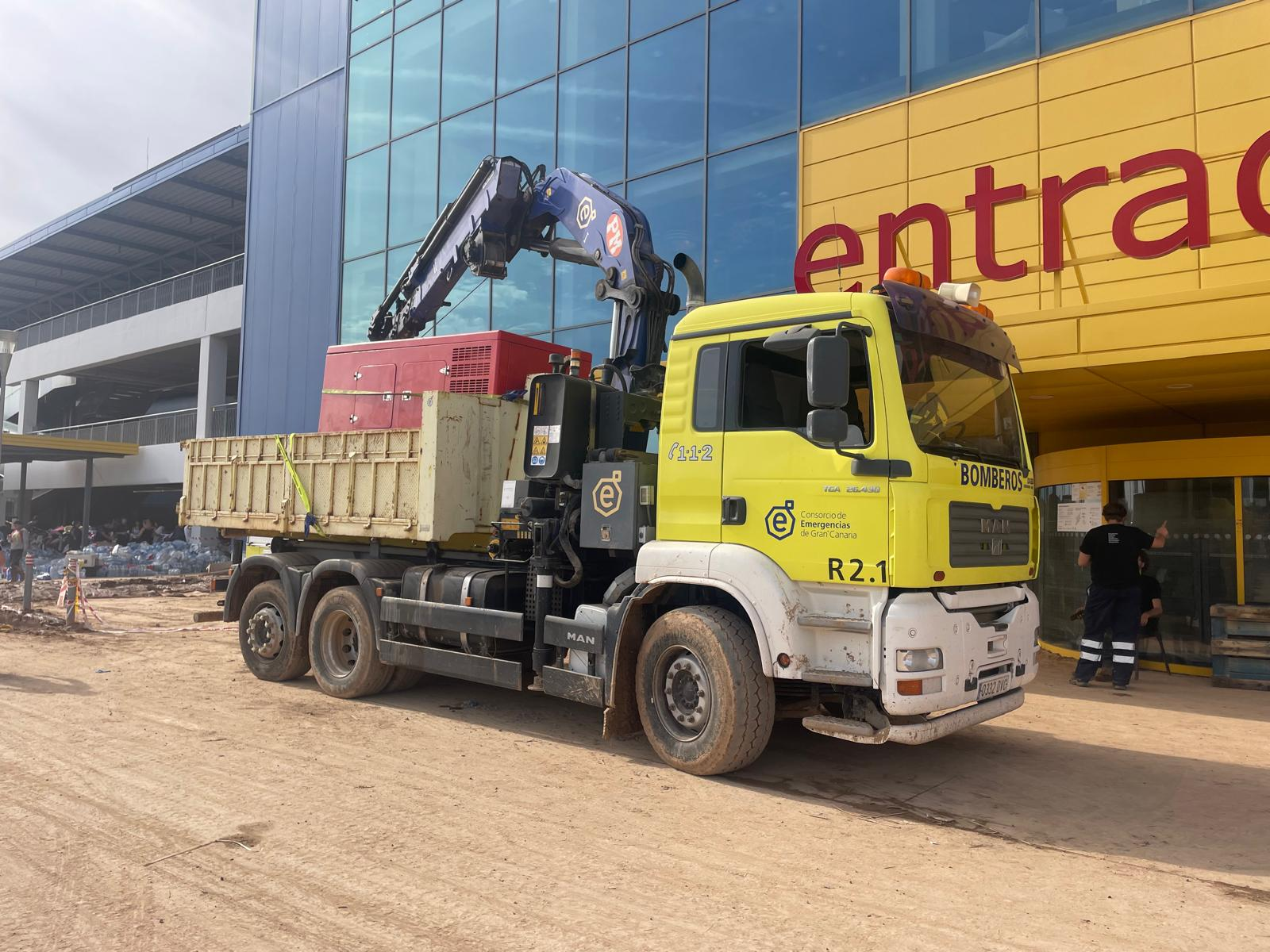
R2.1 en el PMA Canarias, inundaciones por la DANA en Valencia, 2024

| Mercedes Benz Unimog U400 | Mercedes Benz Unimog U400 |
| ------------------------- | ------------------------- |
|                           |                           |

| Mercedes Benz Atego 925 | Mercedes Benz Atego 925 |
| ----------------------- | ----------------------- |
|                         |                         |

| MAN SE | MAN SE |
| ------ | ------ |
|        |        |

## Intervenciones destacadas
- Inundaciones por la DANA en Valencia (2024)
- Erupción volcánica de La Palma (2021)
- Incendio forestal en Gran Canaria (2019)

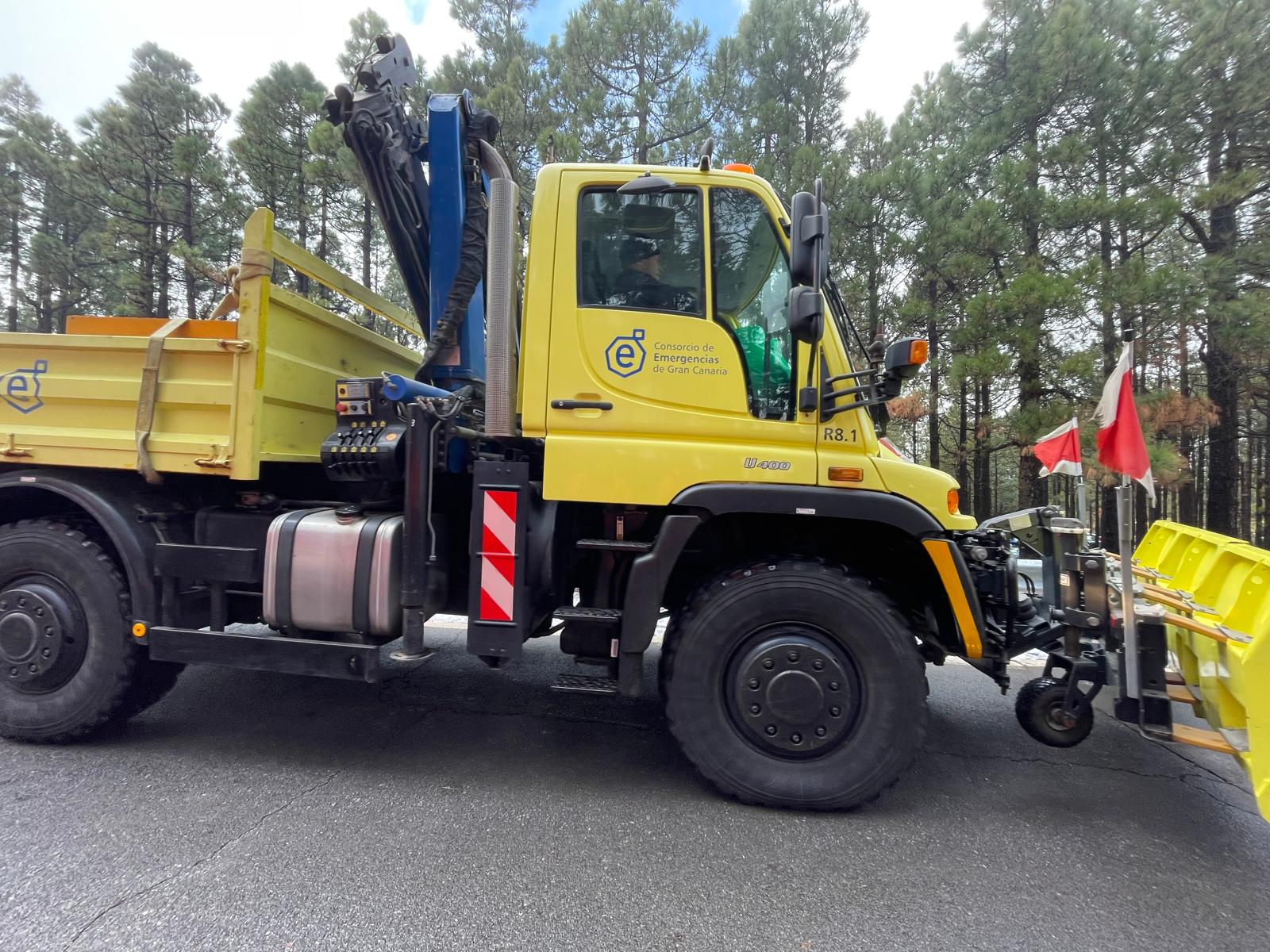
R8.1 interviniendo en las nevadas de Gran Canaria del año 2023

- Incendio forestal en Gran Canaria (2007)